# Iphione coriolis
Iphione coriolis är en ringmaskart som beskrevs av Sylvanus Charles Thorp Hanley och Burke 1991. Iphione coriolis ingår i släktet Iphione och familjen Polynoidae. Inga underarter finns listade i Catalogue of Life.